# Danan

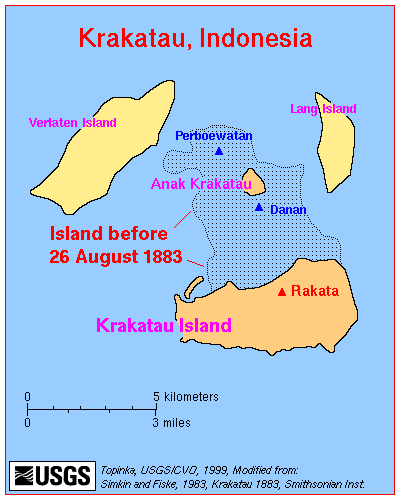
Mappa di Krakatoa con la posizione di Danan.

Danan era uno dei tre coni vulcanici che fino al 1883 formavano l'isola di Krakatoa (gli altri due erano Perboewatan e Rakata, in mezzo ai quali si trovava) nello stretto della Sonda tra le isole di Giava e Sumatra, in Indonesia.  
Era alto 445 m.s.l.m. e, presumibilmente, si trattava di un vulcano doppio.
Nel 1883 la celebre eruzione del Krakatoa lo fece collassare. A seguito di tale evento, del cono vulcanico rimase solo Bootsmansrots, un isolotto roccioso.